# Cynoglossus purpureomaculatus
Cynoglossus purpureomaculatus är en fiskart som beskrevs av Regan, 1905. Cynoglossus purpureomaculatus ingår i släktet Cynoglossus och familjen Cynoglossidae. Inga underarter finns listade i Catalogue of Life.